# Roland Andersson
Åke-Erik Roland Andersson, né le 28 mars 1950 à Malmö en Suède, est un joueur de football suédois, qui évoluait au poste de défenseur, avant de devenir ensuite entraîneur.

## Biographie

### Carrière de joueur
Natif de Malmö, il commence à jouer au football dans le grand club de sa ville natale, le Malmö FF, avec qui il débute en professionnel. Il y évolue pendant six saisons, de 1968 à 1974, avant de partir jouer durant trois saisons au Djurgårdens IF, un club de la capitale.
En 1977, il retourne au Malmö FF, avec qui il finit sa carrière en 1983. Il inscrit au total 6 buts en 307 matchs, et remporte huit titres avec le club de sa ville : quatre championnats en 1970, 1971, 1974 et 1977, et quatre coupes en 1973, 1974, 1977 et 1980.
Du côté de la sélection, il joue au total 19 matchs avec l'équipe de Suède, et participe notamment à la Coupe du monde 1978 en Argentine.

### Carrière d'entraîneur
En tant qu'entraîneur, il travaille tout d'abord avec son club de toujours, le Malmö FF, en tant qu'entraîneur des équipes de jeunes du centre de formation.
Il part ensuite pour l'Arabie saoudite prendre la tête du club de l'Al Ittihad FC, puis retourne au pays pour s'occuper du club du Lunds BK au 1988.
En 1991, il retourne à Malmö, d'abord en tant qu'assistant, avant de prendre deux ans plus tard les rênes de l'équipe première (avec son ancien coéquipier Thomas Sjöberg comme assistant).
En 1995, il part au Qatar pour entraîner le Qatar SC, puis passe ensuite par la Suisse et les Young Boys (toujours assisté par Sjöberg), puis un retour au Malmö FF en 1998.
À Malmö, c'est lui qui lance dans le monde professionnel un jeune formé au club, Zlatan Ibrahimović,, mais il ne parvient pas à sauver le club de la relégation, et est remercié à la fin de la saison.
En 2002, il retourne au Moyen-Orient, aux Émirats cette fois, et signe avec le club de l'Al Sha'ab Sharjah.
En 2004, il devient l'assistant de Lars Lagerbäck en tant que sélectionneur de l'équipe suédoise qui participe cette année à l'Euro 2004 au Portugal (il y retrouve Zlatan Ibrahimović qu'il a formé, désormais attaquant confirmé en sélection), où les Blågult arrivent en quarts-de-finale.
En février 2010, il suit à nouveau Lagerbäck pour l'assister avec l'équipe du Nigeria, qui prend part à la coupe du monde 2010 en Afrique du Sud.

## Palmarès
Malmö FF
- Championnat de Suède (3) :
  - Champion : 1970, 1971, 1974 et 1977.

- Coupe de Suède (4) :
  - Vainqueur : 1973, 1974, 1977 et 1980.